# 北米ボクシング評議会
北米ボクシング評議会 (North American Boxing Council) は、ボクシングとMMA（総合格闘技）の王座認定団体。略称はNABC。本部はアメリカのインディアナ州インディアナポリス。

## 概要
1999年設立のマイナー団体。NABC王座の他に女子王座、ラテン王座（NABC Latino）、US王座（NABC United States）、五大湖王座（NABC Great Lakes）なども認定している。2006年には総合格闘技（MMA）の王座（NABC MMA）を創設した。ほとんど表舞台には登場することがないタイトルである。
ちなみに、メジャー団体の世界ボクシング評議会（WBC）とはまったくの無関係の組織である。

## 過去の主なタイトル戦
- 2004年10月2日　フェリックス・トリニダード vs リカルド・マヨルガ （NABCミドル級タイトルマッチ：12回戦）

※トリニダードの8回KO勝ち（引退していたトリニダードの2年ぶりの復帰戦）
- 2004年11月13日　イベンダー・ホリフィールド vs ラリー・ドナルド （NABCヘビー級タイトルマッチ：12回戦）

※ドナルドの3-0（119-109、119-108、119-109）判定勝ち
- 2005年10月15日　バタービーン vs ジョージ・リンバーガー （NABCスーパーヘビー級タイトルマッチ：4回戦）

※リンバーガーの2-1（39-37、39-37、37-39）判定勝ち